# هایدن شیلینگ
هایدن شیلینگ (انگلیسی: Hayden Schilling؛ زادهٔ ۲ ژوئن ۱۹۳۵) تاریخ‌نگار اهل ایالات متحده آمریکا است.
وی همچنین برندهٔ جوایزی همچون برنامه فولبرایت شده‌است.